# Oerie
Oerie è una frazione (Ortsteil) della città di Pattensen, nel land della Bassa Sassonia, in Germania.

## Storia
Già comune autonomo nel circondario di Springe, fu soppresso e incorporato a Pattensen il 1º marzo 1974.